# Hanna Orzechowska
Hanna Orzechowska (właśc. Anna Alina Orzechowska-Siecińska; ur. 1 stycznia 1923, zm. 19 kwietnia 2008 w Paryżu) – polska malarka, autorka unikalnych kolaży, intermedialnych instalacji oraz wykładowczyni akademicka.

## Życiorys
Hanna Orzechowska byłą córką malarki Zofii Boziewicz i lekarza neurologa Kazimierza Orzechowskiego. Miała troje rodzeństwa: Adama, Jerzego i Barbarę. Matka opuściła męża i samotnie wychowywała czwórkę dzieci.
W latach 1949–1953 studiowała w łódzkiej Państwowej Wyższej Szkole Sztuk Plastycznych, gdzie obroniła dyplomy: na Wydziale Architektury Wnętrz w 1951 roku i w 1953 roku na Wydziale Włókienniczym. Jednym z jej z wykładowców był Władysław Strzemiński.
W latach 1953–1955 studiowała także na Akademii Sztuk Pięknych w Warszawie na Wydziale Malarstwa.
Była znakomitą projektantką i dydaktyczką. W latach 1955–1958 pracowała w Instytucie Wzornictwa Przemysłowego w Warszawie, a od 1957 do 1976 roku uczyła na Wydziale Tkaniny łódzkiej PWSSP. 

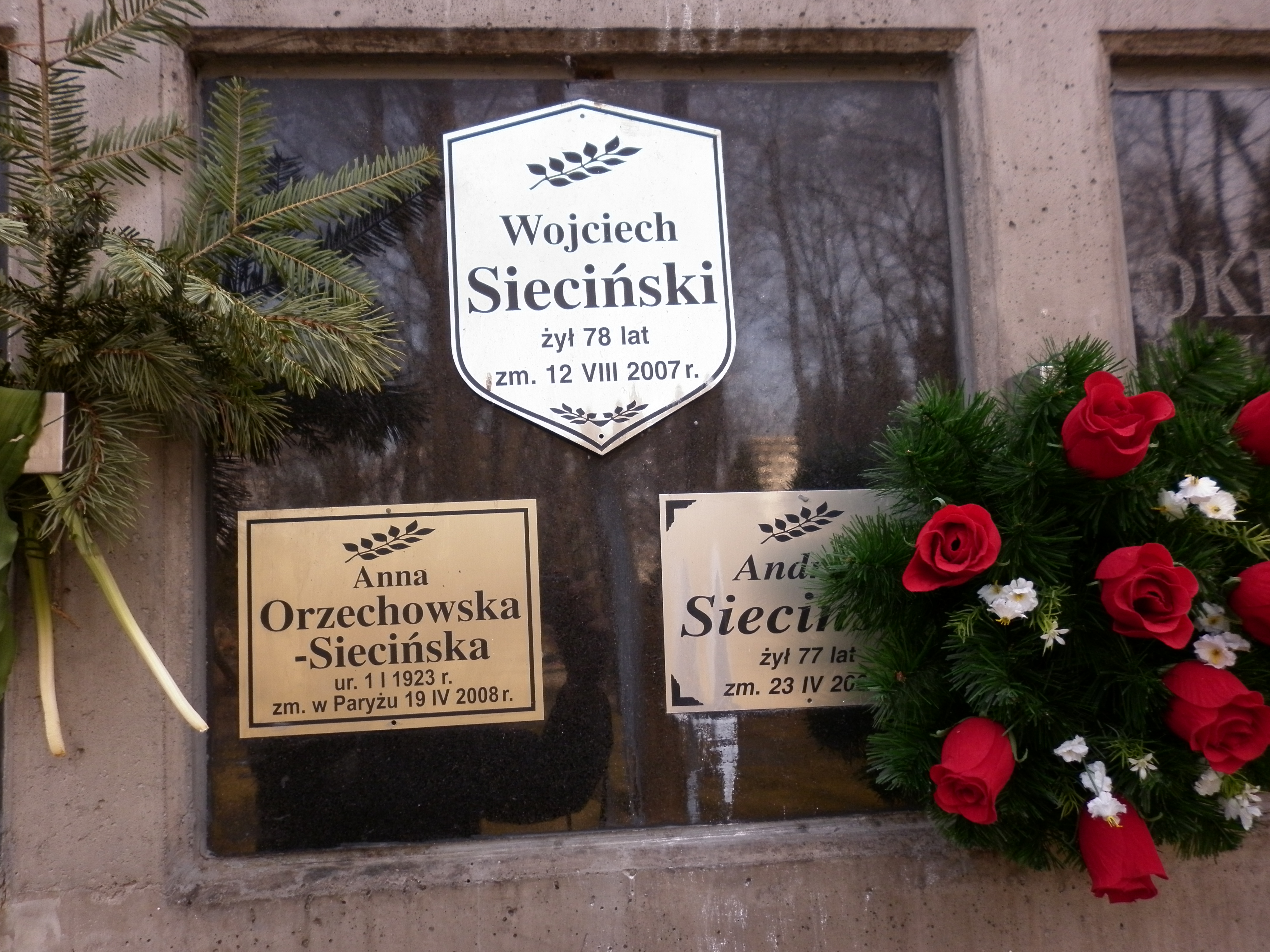
Grób Hanny Orzechowskiej i jej męża Wojciecha Siecińskiego

Była autorką unikalnych kolaży i prac na tkaninie, jak również instalacji intermedialnych. W 1960 roku odbyła się jej wystawa tkanin w Galerii Kordegarda w Warszawie.
Jej mężem był scenograf Wojciech Sieciński, z którym miała córkę Agatę Siecińską.
Była jedną z bohaterek filmu Andrzeja Wajdy „Powidoki”, jako Hania Borowska, studentka W. Strzemińskiego. 
Zmarła w 2008 roku w Paryżu. Została pochowana na Powązkach Wojskowych w Warszawie (kwatera AIII kolumna 3-35).